# Egy kiállítás képei

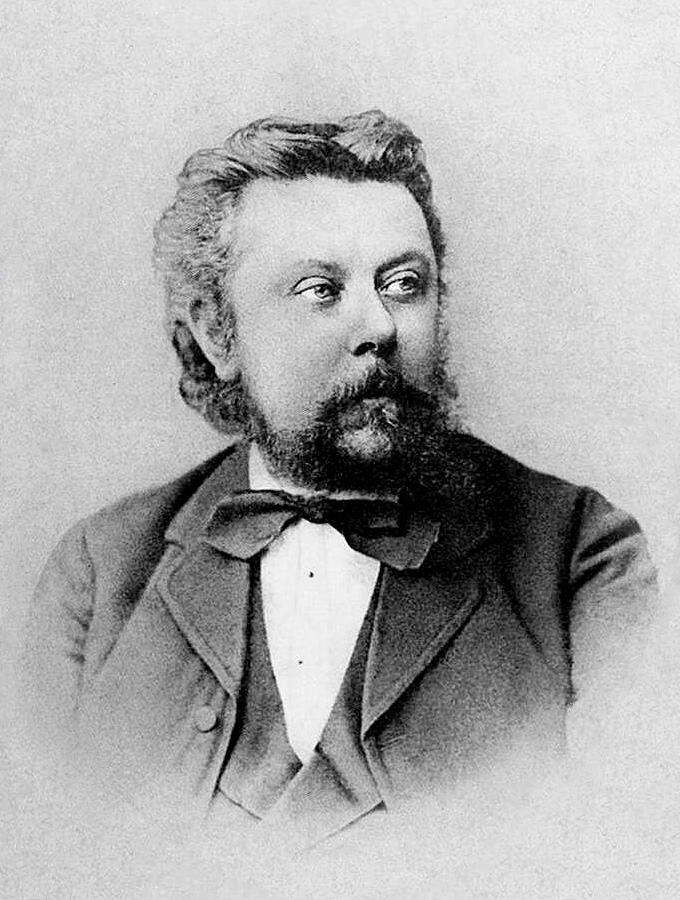
Muszorgszkij a mű születése idejében, 1874-ben

Az Egy kiállítás képei Mogyeszt Petrovics Muszorgszkij (1839. március 21. – 1881. március 28.) orosz zeneszerző legismertebb zongoraciklusa. A darabot az előző évben elhunyt építész-festő barátja, Viktor Hartmann posztumusz kiállításának hatása alatt írta 1874-ben. A képek és vázlatok Muszorgszkijból az emberi élet és pszichikum, a nép képzeletvilágának csodálatosan színes megfogalmazásait váltották ki – rá jellemző módon. Az Egy kiállítás képei a programzene egyik mintadarabjának tekinthető, melyet az orosz zenekritikusnak, Vlagyimir Sztaszovnak dedikált. A kompozíció stílusa, a különböző karakterdarabok ciklussá fűzésének elve Robert Schumann hatásának nyomait viseli. Mindazonáltal a mű jellegzetesen orosz. Az ismert zenekari művé Maurice Ravel dolgozta át.

## Tételei

A Promenade 3. és 4. üteme

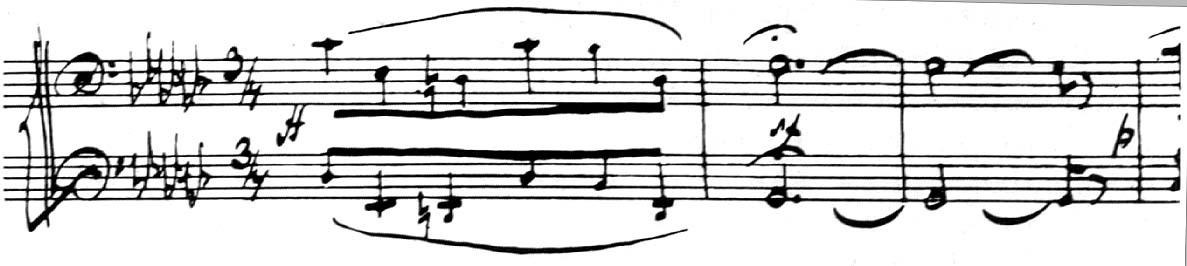
A gnóm - Muszorgszkij kéziratában

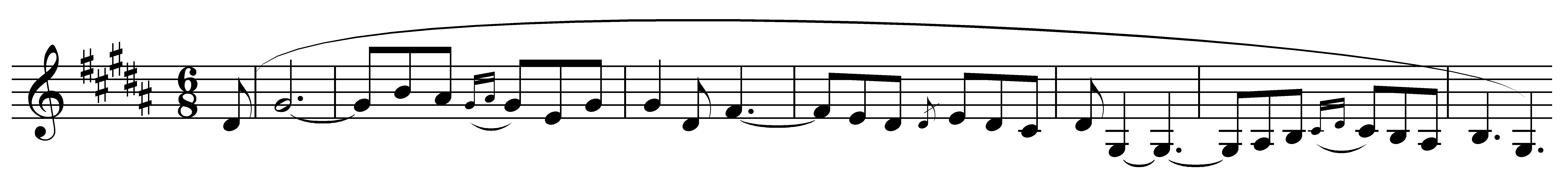
Az ódon kastély témája

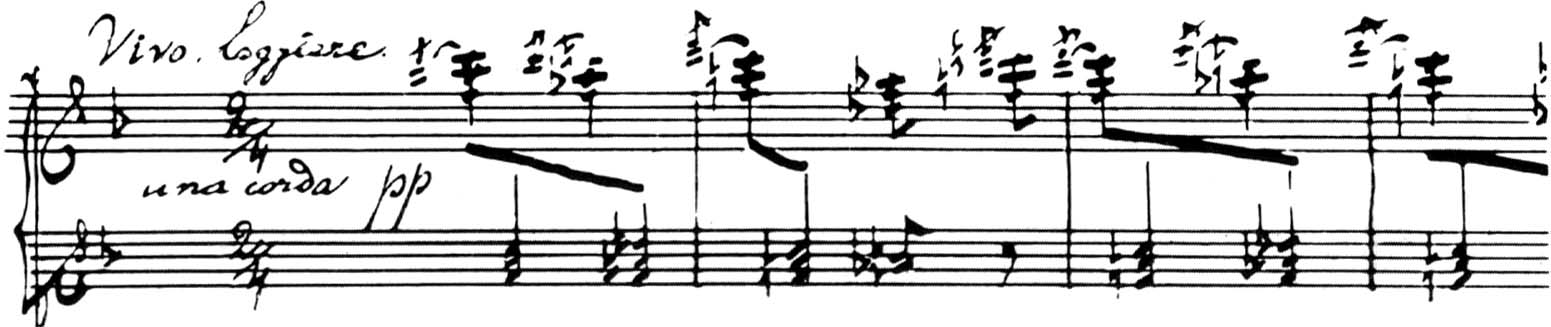
Csibék tánca a tojásban - Muszorgszkij kéziratában

Első Promenade (sétatéma): ötször visszatér a mű folyamán más-más hangnemben és feldolgozásban; összefűzi és elválasztja a különböző karakterű tételeket, zenei formát biztosít, Muszorgszkij mintegy önmagát rajzolta meg, amint a kiállítás különböző hangulatú képei között járkál.
I. A gnóm - (groteszk-fájdalmas rajz az esetlenül mozgó törpéről) 
Második Promenade
II. Ódon várkastély - (trubadúr zeng szerenádot az olasz várkastély ablaka alatt, a dallamnak az olaszos ritmika mellett keleties ízét a bővített szekundok adják)
Harmadik Promenade
III. A Tuileriák kertje - (a téren játszadozó gyerekek)
IV. Bydlo - (ökrökkel vontatott, nagy kerekű lengyel szekér, a legkomorabb tétel, a paraszti munka rettenetes nehézségeit fejezi ki)
Negyedik Promenade
V. Csibék tánca a tojásban - (ezt a rajzot Szerov Trylby című balettje ihlette) 
VI. Samuel Goldenberg és Schmuyle - (a befolyásos gazdag és a szegény koldus lengyel zsidó veszekedik)
Ötödik Promenade - (Maurice Ravel feldolgozása nem tartalmazza)
VII. A limoges-i piac - (civakodó kofák vidám zsibongása)
VIII. Katakombák – Holtakkal a holtak nyelvén - (a katakombák kísérteties látomása, a képen Hartman önmagát is ábrázolja, lámpással a kezében a sírok között, Holtakkal a holtak nyelvén - Hartman sorra szólítja a koponyákat, amelyek belsejében fény gyullad fel)
IX. Baba-Jaga kunyhója - (Baba-Jaga: az orosz népmesék gonosz boszorkájának tyúklábon forgó háza és a lármás boszorkányszombat)
X. A kijevi nagykapu - (diadalmas orosz népi hangú finálé)

## Keletkezéstörténet

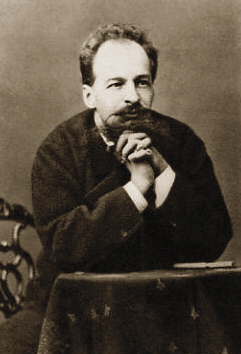
Viktor Hartmann (1834–1873)

Valószínűleg 1868-ban találkozott először Muszorgszkij a neves építész-festővel, Viktor Hartmann-nal, nem sokkal azután, hogy Hartmann külföldről visszatért Oroszországba. Mindkét művész elkötelezett volt az alapjaiban orosz művészet formálásában, a két művész feltételezhetően a neves zenekritikusnál, Vlagyimir Sztaszovnál ismerte meg egymást, aki mindkettőjük karrierjét figyelemmel kísérte. Sztaszov szerint 1868-ban Hartmann két képet is ajándékozott Muszorgszkijnak, melyek a kompozíció alapjai lehettek.
Muszorgszkij életében az 1873-74-es év pályájának jelentős eseményeként a Borisz Godunov színpadra állításával telt. Ez idő alatt Hartman 39 éves korában, 1873. augusztus 4-én bekövetkezett hirtelen halála sokkolta Muszorgszkijt, de az orosz művészvilágot is. Sztaszov támogatása mellett szervezték meg a művész 400 alkotásából rendezett posztumusz kiállítást Szentpéterváron, a cári Oroszország Birodalmi Művészeti Akadémiáján 1874. február-márciusban, mely számára Muszorgszkij a neki ajándékozott két képet kölcsönadta, és maga is megtekintette a kiállítást. Ezt követően 1874. júniusára a Napfény nélkül című dalciklusa megírásának jelentős részén túljutott és belekezdett az Egy kiállítás képei komponálásába, a komponálás folyamatáról Sztaszovnak valószínűleg 1874. június 12-én írt levelében számol be.

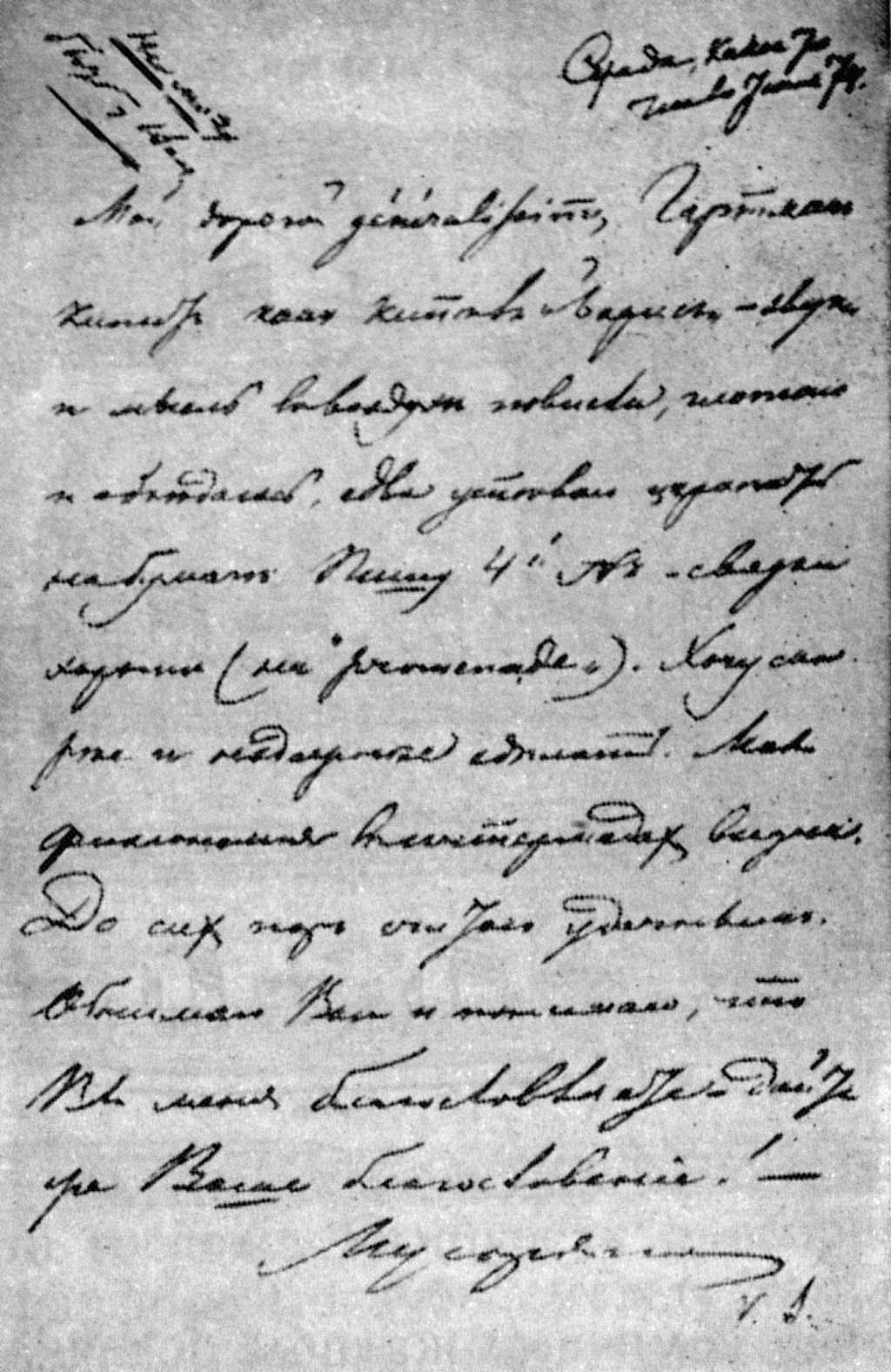
Muszorgszkij az Egy kiállítás képei komponálása idejében Sztaszovhoz írt levele

”Kedves generalisszimuszom, Hartmann forr, mint, ahogy Borisz is forrt – hangok és gondolatok töltik meg a levegőt – én csak kortyolgatok és habzsolok és alig tudom papírra vetni ezeket. Jelenleg a 4. tételt írom, az átvezetések – a promenade – jók. Lényegesen gyorsabban és folyamatosan akarok dolgozni. Én a magam arcát a közjátékokban mutatom be. Úgy gondolom ez így jól alakul.”
A darabot rendkívül hamar, húsz nap alatt, június 22-re be is fejezte, öt nappal a mű befejezése után került a kézirat borítólapjára a Sztaszovnak szóló dedikálás, majd egy hónappal később Muszorgszkij jelezte a darab kiadásának szándékát.
A két Muszorgszkij dalciklus költője, Muszorgszkij közeli jó barátja, Arszenyij Golenyiscsev-Kutuzov számol be – talán elfogultan – a darab Muszorgszkij barátai és zeneszerzőtársai körében tartott bemutatójának fogadtatásáról, mely magyarázatot adhat arra, Muszorgszkij miért nem adatta ki végül a zongoraciklust.
”Muszorgszkij az építész Hartmann műveinek zenei illusztrációjával, az Egy kiállítás képeivel hamar radikális újításai csúcsára érkezett, mely a zene új partjait, kifürkészhetetlen mélységeit mutatja. A csibék, gyerekek, Baba Yaga, a katakombák, szekerek zenei illusztrációja nem tréfás, hanem Muszorgszkij részéről nagyon is komoly volt….. A rajongók elragadtatásán túl másrészről barátai, zeneszerzőtársai számára komoly fejtörést okozott, zavartan fogadták. Muszorgszkij látván a zavartságot, úgy érezte újításaiban túl messzire ment. Félretette a zenei illusztrációt, még csak meg sem próbálta kiadni. Továbbiakban a Hovanscsina komponálásának szentelte idejét.”
Muszorgszkij augusztusra befejezte Golenyiscsev-Kutuzov verseire komponált Napfény nélkül dalciklust, és a Hovanscsina I. felvonása előjátékának komponálásába fogott.

## Kiadások

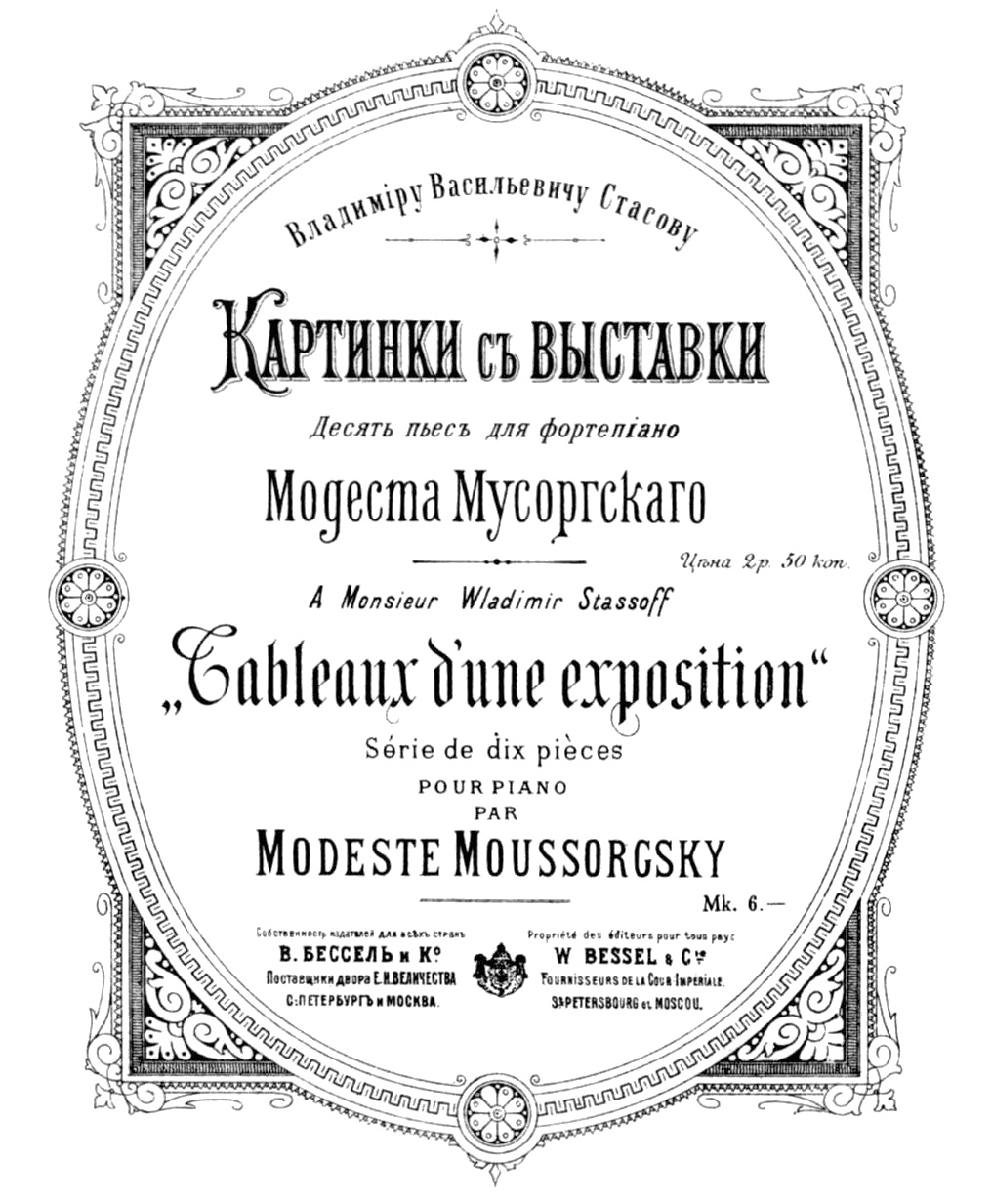
Az első kiadás borítólapja (1886)

Mint oly sok Muszorgszkij műnek, az Egy kiállítás képei kiadásainak is hosszadalmas története van. Bár 1874 júniusában rendkívüli gyorsasággal született meg a zongoraciklus, nyomtatásban először csak 1886-ban jelent meg, öt évvel a szerző halála után, melynek közreadója a zeneszerző-barát Rimszkij-Korszakov volt. A kiadás viszont Muszorgszkij kéziratának nem adekvát megfelelője, részben átdolgozott és számos elírást is tartalmazott.
Csak a szerző halálának 50. évfordulójakor, 1931-ben jelent meg egy a kézirathoz hű, tudományosan megalapozott kiadása, mely Pavel Lamm M. P. Muszorgszkij művei 8 kötetes összkiadásának része volt (1939).
1940-ben az olasz zeneszerző, Luigi Dallapiccola tett közzé egy kritikai kiadást Muszorgszkij művéről, részletes kommentárral ellátva.
Muszorgszkij kéziratának fakszimile kiadása pedig 1975-ben jelent meg. 
| Év   | Közreadó                    | Kiadó                            | Megjegyzés                                   |
| ---- | --------------------------- | -------------------------------- | -------------------------------------------- |
| 1886 | Nyikolaj Rimszkij-Korszakov | V. Bessel and Co., Szentpétervár | Átdolgozott kiadás                           |
| 1931 | Pavel Lamm                  | Muzgiz, Moszkva                  | Muszorgszkij kézirata alapján készült kiadás |
| 1975 | —                           | Muzïka, Moszkva                  | Muszorgszkij kéziratának fakszimile kiadása  |

## Hartmann képei

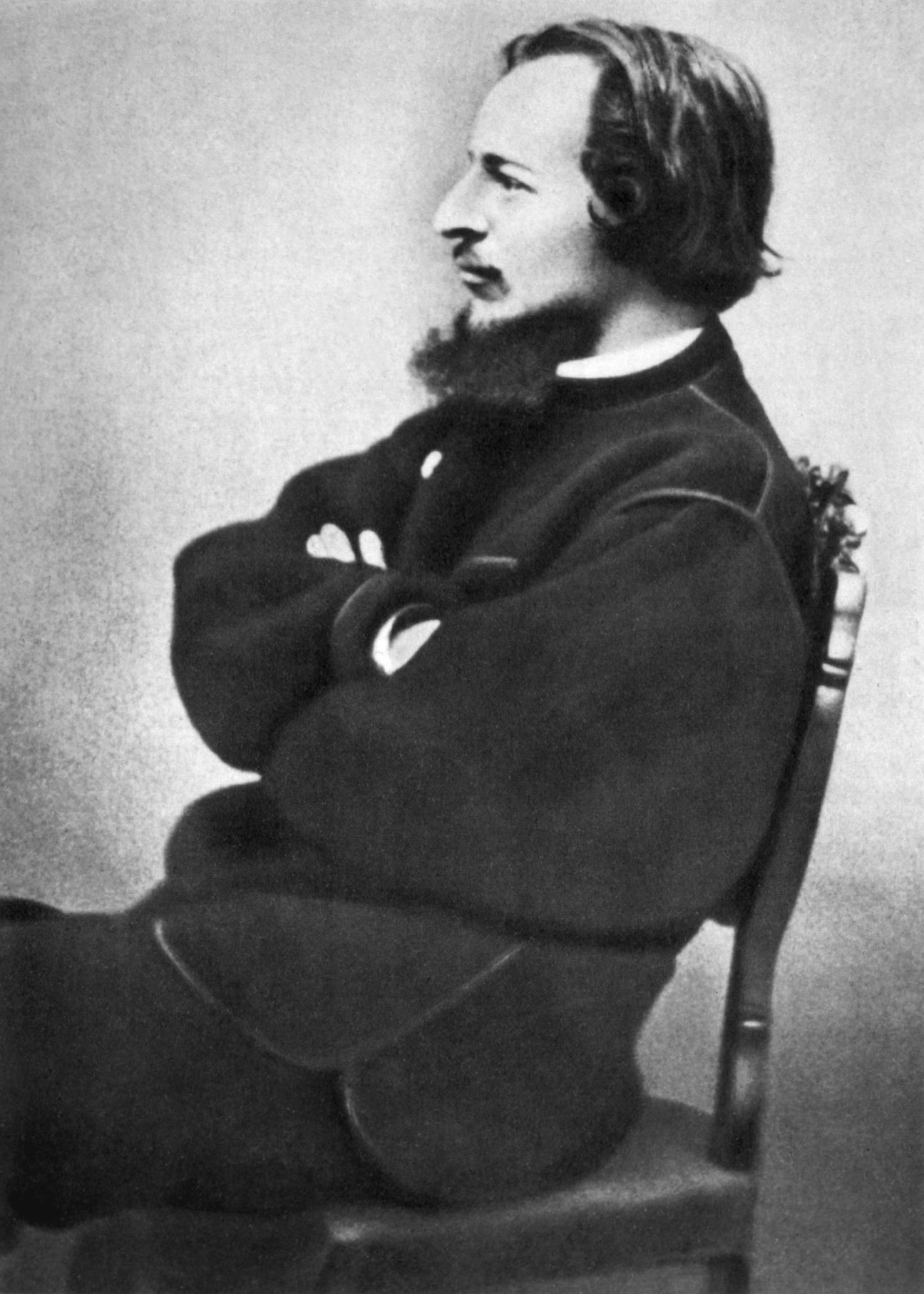
Viktor Hartmann

Muszorgszkij kompozíciójának alapja Hartmann-nak többnyire külföldi utazásai során, Itáliában, Franciaországban, Lengyelországban és Ukrajnában készített rajzai és akvarelljei. Mára már a kiállításra került műalkotások többségében elkallódtak, szinte lehetetlen pontosan meghatározni melyikeket jeleníti meg a zongoraciklusban. Alfred Frankenstein amerikai zenekritikus 1939. júliusban az amerikai zenei folyóiratban, a The Musical Quarterly-ben "Victor Hartmann and Modeste Mussorgsky" című írásában beszámol arról, hogy hét képet katalógusszám szerint sikerült beazonosítania, melyek a következők:
- "Tuileriák" (mára elveszett)
- "Csibék tánca a tojásban" (Ezt a rajzot Alekszandr Nyikolajevics Szerov[1] Trilby című balettje ihlette - más adatok szerint a zeneszerző Julius Gerber volt - a rajzok a  Trilby c. balett kosztümrajzai)
- "Samuel Goldenberg és Schmuyle" (Frankenstein szerint két külön portré, melyek a VI. tétel alapjai, a képek jelenleg is megvannak)
- "Katakombák"
- "A tyúklábakon forgó kunyhó"
- "A kijevi nagykapu"

A fennmaradt képek, melyek bizonyosan a zongoradarabbal kapcsolatosak:

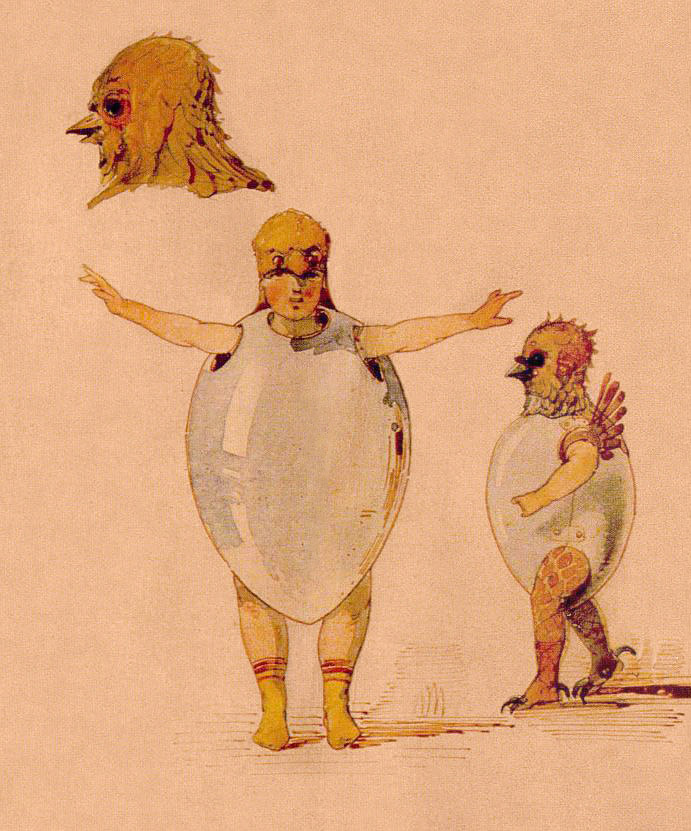
Csibék tánca a tojásban
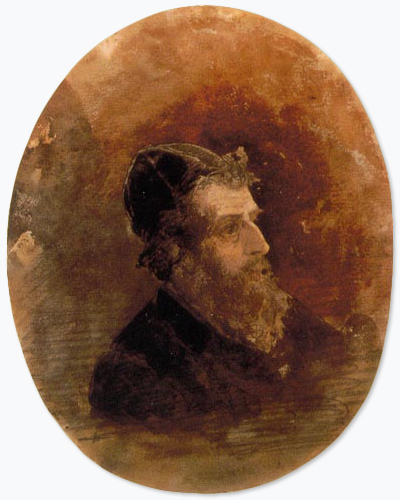
A befolyásos gazdag zsidó, "Samuel Goldenberg"
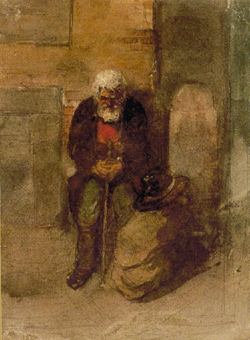
A szegény koldus zsidó, "Schmuyle"
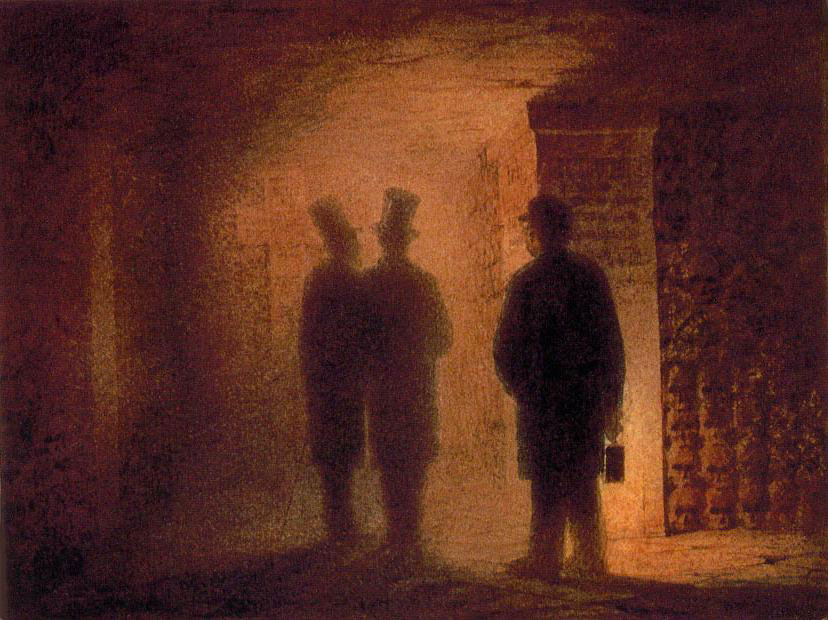
Katakombák – Holtakkal a holtak nyelvén
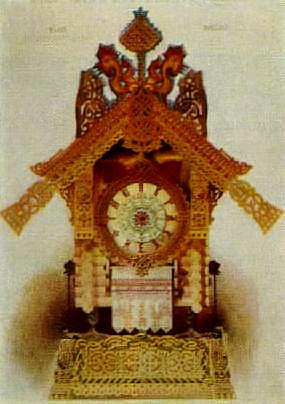
A tyúklábakon forgó kunyhó (Baba-Jaga kunyhója)
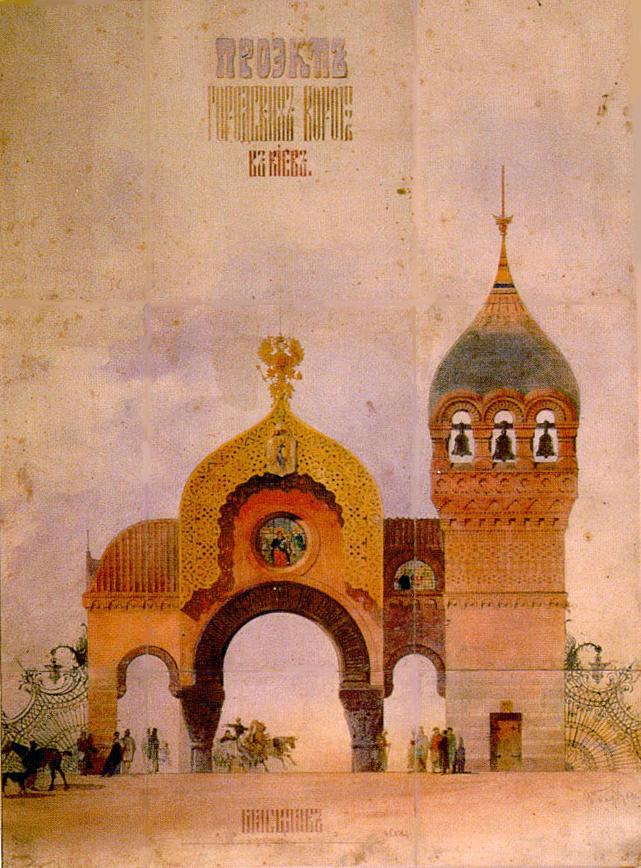
A kijevi nagykapu

## Feldolgozások

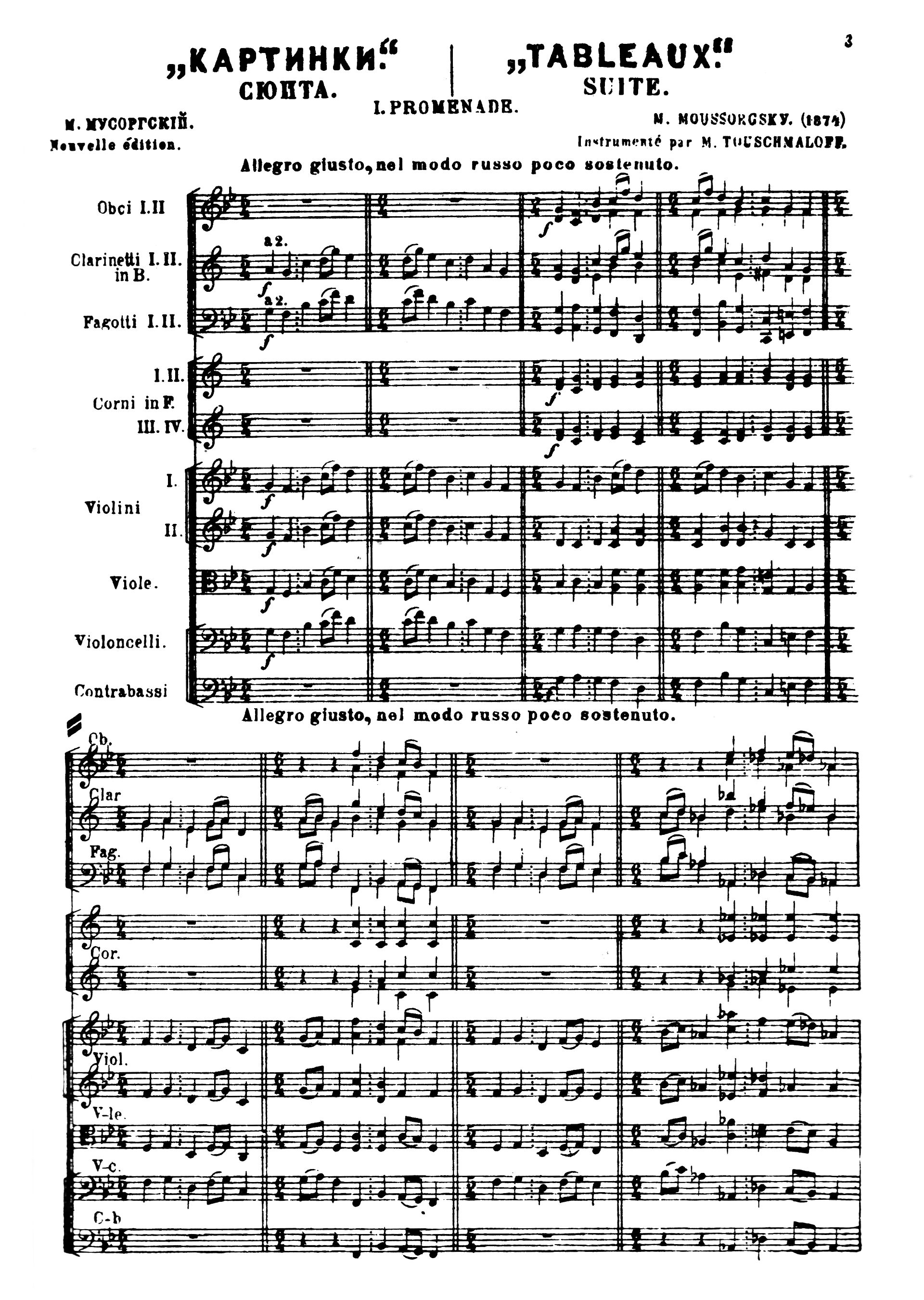
Tusmalov által az Egy kiállítás képei első zenekari átiratának nyitó ütemei

Az első, aki zenekarra hangszerelte az Egy kiállítás képeit az orosz zeneszerző, Mihail Tusmalov volt. Viszont a valószínűleg 1886-ban keletkezett átdolgozás, melyet először 1891-ben mutattak be, nem az egész ciklust, hanem csak hét tételt szólaltat meg, a promenádokat is kihagyta, kivéve az utolsót, azt viszont az első helyébe illesztette.
A következő zenekari átdolgozás 1915-ben az angol karmester, Henry Wood részéről történt, aki a darab néhány részét a Columbia lemeztársasággal lemezre is vette 1920-ban, Wood átirata szintén nem tartalmazta a teljes ciklust. Ugyanakkor amint megismerte Maurice Ravel átiratát, Henry Wood nem járult hozzá saját átdolgozásának további előadásaihoz.
Az első zeneszerző, aki a teljes zongoraciklust meghangszerelte, a szlovén születésű Leo Funtek volt, az átiratot 1922-ben fejezte be Finnországban.
A zongoradarabnak az ismert zenekari művé történt feldolgozása Maurice Ravel nevéhez fűződik. Ravel 1922-ben Kuszevickij felkérésére hangszerelte meg a zongoraciklust, virtuóz zenekari színekkel, a nyitó promenade trombitaszólójával, a mély fafúvósok által az ortodox énekek megidézésével, a piccolo és a magas vonóshangzás a csibék táncánál, mind a hangszerelés remekei. Kuszevickij a megbízás értelmében több éven át kizárólagos előadási jogot szerzett, és Ravel átdolgozásának első lemezfelvételét is ő készítette el 1930-ban a Bostoni Szimfonikus Zenekarral.
Muszorgszkij művének még számos feldolgozása született, de Ravel hangszerelése maradt a legismertebb.
1971-ben az Emerson, Lake & Palmer angol progresszív rock együttes az angliai Newcastle City Hallban rögzítette a következő élő lemezét, amely az orosz romantikus zeneszerző zongoraszvitjének feldolgozása. A lemez címe: Pictures at an Exhibition.
1975-ben Tomita Iszao is kiadta a saját feldolgozását, amin minden hangot szintetizátoron szólaltat meg.

## Média
- Nem tudod lejátszani a fájlt? Olvasd el a Wikipédia:Médiafájlok lapot.